# Frits Landesbergen senior
Frits Landesbergen senior (* 1932) ist ein niederländischer Jazzmusiker und Bigband-Leader.
Landesbergen, dessen gleichnamiger Neffe ebenfalls Vibraphon spielt, leitet seit 1969 seine eigene Bigband in der Region Leiden. Mit seiner 18-köpfigen Bigband spielte er in Jazzclubs, Tanzschulen und Studentenvereinigungen, aber auch beim Wiener Ball in Noordwijk sowie in Oxford. Für das Label STS spielte das Orchester die Alben Big Band Treasures und The Old Fashioned Way (2012) ein. 2014 spielte das Orchester beim Nationalen Tanzwettbewerb im Congresgebouw von Den Haag. Das Jubiläumskonzert zum 50-jährigen Bestehen der Band fand 2019 in der American School in Wassenaar statt.